# صالح فرحات

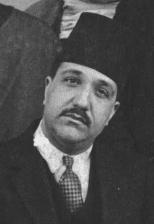
صالح فرحات

صالح فرحات (26 جويلية 1894 - 18 مارس 1979)، كان أحد زعماء الحزب الدستوري (القديم). ولد بمنوبة إحدى الضواحي الغربية للعاصمة التونسية. درس الحقوق بجامعة سوربون الفرنسية فيما بين 1916 و1919. ثم عاد إلى تونس ليعمل محاميا وقد رسم بجدول المحامين المتربصين في 22 نوفمبر 1919 وبالجدول الأصلي في غرة ديسمبر 1922.

## قيادي وطني
كان صالح فرحات أحد قيادات الحركة الوطنية منذ مطلع العشرينات إلى أن حصلت البلاد على استقلالها 1956. إذ أنه من مؤسسي الحزب الحر الدستوري التونسي سنة 1920 ومن مسيريه بعد ذلك. وشارك في الوفود التي شُكّلت آنذاك للتأثير في أصحاب القرار الفرنسيين من أجل تحقيق بعض المطالب الوطنية. آلت إليه قيادة الحزب بعد هجرة الشيخ عبد العزيز الثعالبي إلى الشرق (1923-1937)، حيث تولى على التوالي أمانته العامة ثم رئاسته.

## السياسة والصحافة
تولى في عهد المنصف باي وزارة العدلية، وبقي وفيا له بعد عزله في ماي/أيار 1943. وشارك في مؤتمر ليلة القدر المنعقد في أوت/آب 1946. كتب بالفرنسية في الصحافة الوطنية ومن بينها جريدة الحزب لافوا دي تونيزيان (La Voix du Tunisien)، كما كتب الشعر وله ديوان مطبوع.